# Naupacté
Dans la mythologie grecque, Naupacté (aussi appelée Naucraté chez le Pseudo-Apollodore) est une esclave crétoise, mère d'Icare et compagne de Dédale.

## Mythe
Naupacté est une esclave de la cour du roi Minos de Crète que Minos a mis aux côtés de Dédale lors de sa venue en Crète. Elle tombe amoureuse de Dédale du fait de sa grande intelligence, de sa ruse et de son inventivité et devient alors sa femme[réf. nécessaire]. Ils ont un fils, Icare.

## Interprétation
Naucraté (ou Náucrate) incarne la région occidentale du delta du Nil : les Grecs ont établi leur première colonie en Égypte une cinquantaine d'années avant que Solon ne s'y rende et lui ont donné le nom de Naucratis.

### Sources antiques
- Pseudo-Apollodore, Épitome [détail des éditions] [lire en ligne], I, 12.